# Partido Obreiro Galego
El Partido Obreiro Galego (POG, Partido Obrero Gallego) fue un partido gallego marxista y nacionalista. Contaba con aproximadamente 2000 militantes en 1977, principalmente en Vigo y Santiago de Compostela. 
En 1977 Camilo Nogueira Román lideró un grupo que se escinde del BNPG, partidario de un mayor pluralismo ideológico, la colaboración con otras fuerzas y la aceptación de la autonomía como un primer paso para el autogobierno. En octubre fundó un nuevo partido en el que se integraron además miembros procedentes de la Asemblea Popular Galega, Partido Comunista de Galicia, Partido Socialista Galego, Partido de los Trabajadores de España y Movimiento Comunista de Galicia. Los líderes del nuevo partido fueron Camilo Nogueira Román y Xan López Facal. Después del I Congreso se integró en la coalición Unidade Galega para participar en las elecciones generales y municipales de 1979. Propugnó el voto en blanco en el referéndum para la ratificación de la Constitución española y el voto negativo en el referéndum del Estatuto de autonomía de Galicia.
En diciembre de 1980 se refundó con el nombre de Esquerda Galega.
- Datos: Q3306992